# A Hit Is a Hit
"A Hit Is a Hit" je deseta epizoda HBO-ove televizijske serije Obitelj Soprano. Napisali su je Joe Bosso i Frank Renzulli, režirao Matthew Penn, a originalno je emitirana 14. ožujka 1999.

## Radnja
Paulie, Christopher i Big Pussy u hotelskoj sobi ubiju dilera droge pokušavajući upozoriti njegovu organizaciju da se drži podalje od dijela New Jerseyja koji kontroliraju Sopranovi. Ukradu poveću svotu novca za koji Tony kaže kako ga treba iskoristiti u legitimne svrhe.
Tony svojem susjedu i obiteljskom liječniku, dr. Bruceu Cusamanu, daje kutiju kubanskih cigara zahvalivši mu što ga je uputio dr. Melfi. Cusamano pozove Tonyja da zaigra golf s njim i njegovim prijateljem u privatnom klubu čiji je Cusamano član. Nakon početnog oklijevanja, Tony pristane. Kasnije, na roštilju s dr. Cusamanom i njegovim prijateljima, dok Tony traži burzovne savjete, Carmela dobiva savjet od supruga i uloži novac u kompaniju. Dionica kompanije ubrzo se podijeli na tri za jednu, a Carmela postane zadovoljna.  
Tony požali svoju odluku o igranju golfa s Cusamanom kad shvati da ostali igrači žele čuti priče iz njegova mafijaškog života. Čak ga upitaju je li ikad susreo Johna Gottija. Tony kasnije o tome razgovara na terapiji s dr. Melfi te kako se osjećao iskorištenim za zabavu drugih, baš kao njegov prijatelj iz srednje škole s govornom manom. Kako bi se osvetio, Tony napuni kutiju pijeskom i zamoli dr. Cusamana da je pričuva. Kutija za Cusamanove postaje izvor velike zabrinutosti.
Christopher i Adriana odlaze u kino u New York. Nakon predstave, čekajući u redu za brzu hranu Christopher počne sipati rasističke komentare o klijenteli restorana. To privuče pozornost repera Massive Geniusa, još jedne mušterije u zalogajnici. Kad se učini kako bi moglo doći do nasilja, policajac kaže Massiveovu prijatelju, Orange J-u da je Christopher suradnik ekipe Soprano. Massive G pošalje J-a da pozove Chrisa i Ade na zabavu u njegov dom. Adriana prepozna Massive G-a i zamoli Christophera da je odvede na zabavu. Chris i Massive razgovaraju o poslu, a dok se Chris divi reperovoj kolekciji pištolja, Massive G se slično ponaša prema Adriani. Nakon susreta, Adriana kaže kako bi se trebala početi baviti glazbenom produkcijom, a Christopher se složi uzevši u obzir njezino iskustvo u slušanju glazbe. Njezin bivši dečko Richie Santini pjevač je u sastavu zvanom Visiting Day. Christopher pristane skupiti novac za produkciju njihova demoalbuma.
Richie ima vlastitih problema: on je rehabilitirani narkoman te se nikad do kraja nije oporavio od ozljede koju je zadobio od strujnog udara (a možda je i mentalno zaostao). Snimanje dema napreduje sporo, a producent i Richie se posvađaju, što navede Chrisa da pretuče glazbenika njegovom gitarom. Christopher počinje shvaćati da sastav možda nije dobra investicija. Bez obzira na to, odnese demo Heshu Rabkinu, koji je dugo godina bio aktivan u glazbenoj industriji. On kaže Chrisu kako sastav nema talenta ("Hit je hit, a to nije hit"). Massive G se sastaje s Christopherom i Ade kako bi preslušao demo i kaže im kako je impresioniran. Međutim, čini se kako je reper više zainteresiran za Adrianu nego za glazbu, što Christopher primjećuje i ljutito to spominje Adriani. Adriana zauzvrat optuži Chrisa da je pokušava obuzdati i izleti iz stana.
Massive G kasnije daje Christopheru da organizira sastanak s Heshom. Kaže Heshu da je rođak pokojnog glazbenika s kojim je Hesh jednom radio i ustvrdi kako Hesh glazbenikovoj rodbini duguje 400.000 dolara za glazbene tantijeme. Kad Hesh odbije platiti, Massive zaprijeti sudskim sporom. Hesh spominje protutužbu zbog neautoriziranog sempliranja Massive G-ove glazbene kuće pjesme čija autorska prava još pripadaju Heshu. Dok Massive bjesni zbog pat-pozicije, Tony i njegova ekipa komentiraju ironiju modernih slavnih osoba kao što je Massive Genius koje idoliziraju kao "gangstere", a Paulie zaključuje kako je sve to "jebeno depresivno".

## Glavni glumci
- James Gandolfini kao Tony Soprano
- Lorraine Bracco kao Dr. Jennifer Melfi
- Edie Falco kao Carmela Soprano
- Michael Imperioli kao Christopher Moltisanti
- Dominic Chianese kao Corrado Soprano, Jr. *
- Vincent Pastore kao Big Pussy Bonpensiero
- Steven Van Zandt kao Silvio Dante
- Tony Sirico kao Paulie Gualtieri
- Robert Iler kao Anthony Soprano, Jr. *
- Jamie-Lynn Sigler kao Meadow Soprano
- Nancy Marchand kao Livia Soprano *

* samo potpis

### Gostujući glumci
- Jerry Adler kao Hesh Rabkin
- Drea de Matteo kao Adriana
- Bokeem Woodbine kao Massive Genius

#### Ostali gostujući glumci
| - Oksana Lada kao Irina Peltsin - Bryan Hicks kao Orange J - Nick Fowler kao Richie Santini - Gregg Wattenberg kao Vito - Chris Gibson kao basist - Ned Stroh kao bubnjar - Bray Poor kao Squid - Robert LuPone kao dr. Bruce Cusamano - Jim Demarse kao Jack Krim - James Weston kao Randy Wagner | - Phil Coccioletti kao Eric - Terumi Matthews kao Rita - Dan Morse kao Mullethead - Alexandra Neil kao Wendy Krim - Ken Prymus kao menadžer - Saundra Santiago kao Jean Cusamano - Jessy Terrero kao Gallegos - Elizabeth Ann Townsend kao Barb Wagner - Cedric Turner kao policajac |

## Prva pojavljivanja
- Dr. Bruce Cusamano: obiteljski liječnik obitelji Soprano i njihov prvi susjed.
- Jean Cusamano: supruga dr. Cusamana i prijateljica obitelji Soprano.

## Umrli
- Gallegos a.k.a "Juan Valdez": Paulie Gualtieri ga ustrijeli u potiljak.

## Naslovna referenca
- Iako se radi o seriji o mafiji, naslov se odnosi na citat iz epizode. Rečenicu izgovara Hesh u razgovoru s Chrisom o demosnimci Visiting Daya.

## Glazba
- Pjesma koja svira u jednoj od završnih scena, koju Hesh čuje i zatim kaže Christopheru, "E to je hit", je "Nobody Loves Me But You" Dori Hartley.
- Ranije u epizodi, dok Christoper i Adriana razgovaraju o svojim glazbenim ukusima, ona pusti Bon Jovijevu "You Give Love a Bad Name".

## Vanjske poveznice
- A Hit Is a Hit u internetskoj bazi filmova IMDb-a